# Clown in the Dumps
Clown in the Dumps é o primeiro episódio da vigésima sexta temporada da série de animação de comédia The Simpsons, sendo exibido originalmente na noite de 28 de Setembro de 2014 pela Fox Broadcasting Company (FOX) nos Estados Unidos.
As estrelas convidadas para o episódio são Kelsey Grammer, Maurice LaMarche, Jackie Mason, David Hyde Pierce, Sarah Silverman e Jeff Ross, sendo que Don Hertzfeldt foi convidado para produzir o couch gag. O episódio foi bem recebido pela crítica de televisão especializada. De acordo com o instituto de mediação de audiências Nielsen, foi assistido por 8,53 milhões de espectadores em sua exibição original e recebeu uma quota de 3.9/11 no perfil demográfico de telespectadores entre os 18 aos 49 anos de idade.

## Produção

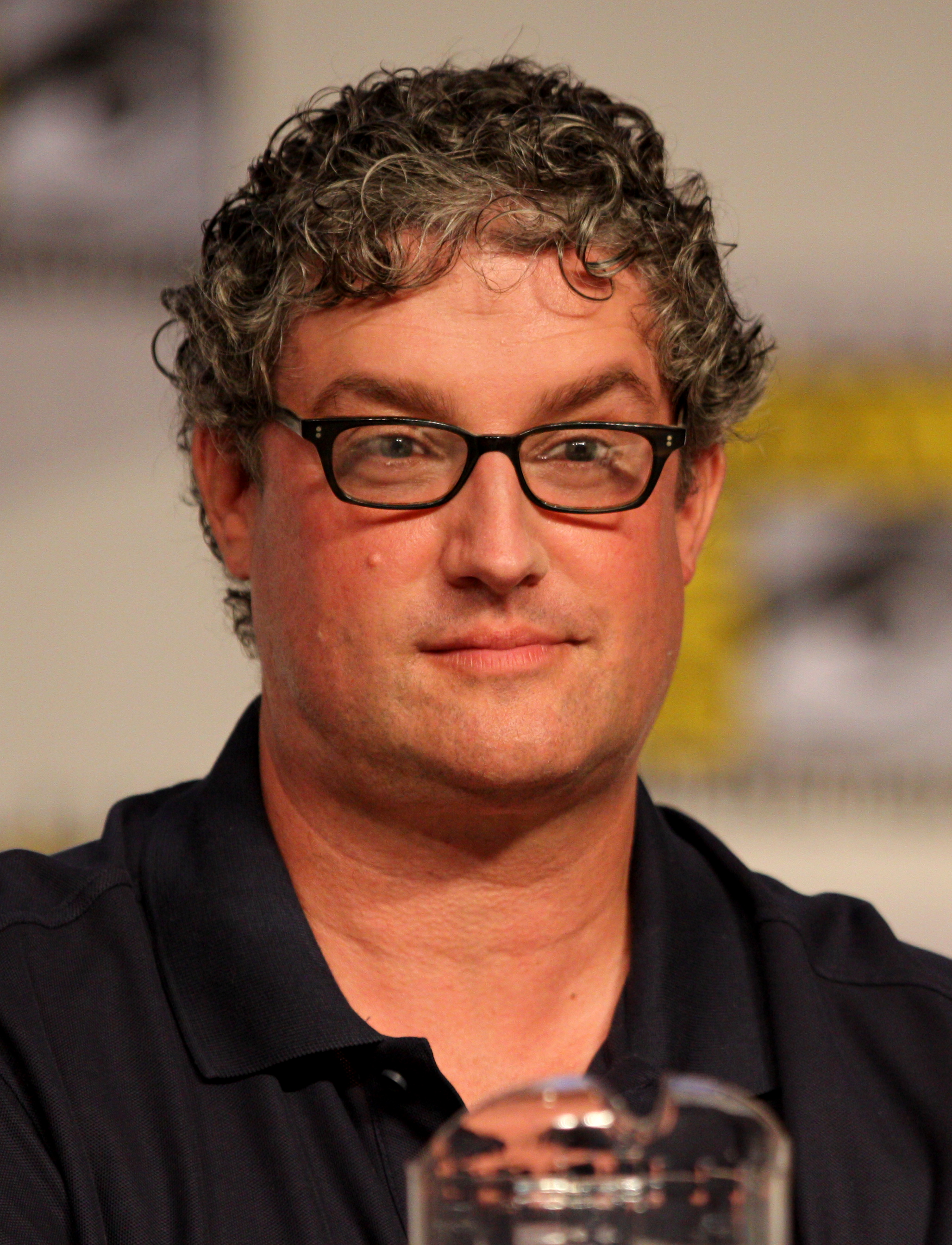
Al Jean, produtor executivo de The Simpsons deu algumas pistas sobre o personagem que iria morrer.

"Clown in the Dumps" foi escrito por Joel H. Cohen e dirigido por Steven Dean Moore. É dedicado a Louis Castellaneta, pai de Dan Castellaneta.
O episódio da morte de um personagem foi anunciado no início da vigésima quinta temporada da série. De acordo com Al Jean, as possibilidades iniciais para a morte do personagem seriam: Barney Gumble, Krusty, Zelador Willie, Hyman Krustofski, Sideshow Mel e Abe Simpson. Ele ainda descartou a possibilidade de Edna Krabappel, dizendo que não tem nada a ver com a morte da vida real de sua dubladora, Marcia Wallace— que tinha completado seu trabalho de voz para quase toda a temporada anterior.
Em 11 de outubro de 2013, a Entertainment Weekly informou que o personagem havia aparecido no show mais do que duas vezes, e que o ator havia ganho um Emmy por sua atuação na série. A cena da morte ocorrida é "emocional" e "engraçada", informa a revista. O artigo também alertou que os produtores iriam dar diversas pistas falsas, usando a citação de Al Jean: "Vamos colocar 'para fora' um monte de pistas falsas nos próximos meses, para tentar enganar as pessoas, induzindo-as a assistir a estreia". Ele ainda encerrou dizendo que "vai ser maior do que 'Quem matou JR?', mas não tão grande quanto 'Quem Matou o Sr. Burns?'". Outro indício da morte foi fornecido por Jean, afirmando que o personagem era "fantástico", mas não era visto como "icônico".
Hank Azaria e Kelsey Grammer confirmaram que seus respectivos personagens não iriam morrer. No anúncio do título do episódio, em julho de 2014, no Television Critics Association, várias fontes suspeitaram que o palhaço Krusty iria ser morto. Jean afirmou: "Descobriu-se que a sensação foi maior do que nós pensamos que ia ser. O episódio não vai ser aquele banho de sangue onde todos os personagens são assassinados."
Na Comic Con de 2014, foi mostrado um vídeo prévio do episódio que mostra Homer com problemas respiratórios. Porém, foi confirmado que ele não irá morrer no episódio. A morte foi revelada durante o episódio: Hyman Krustofski, o pai de Krusty.
Al Jean confirmou a possibilidade de Jackie Mason fazer o papel do rabino Krustofsky em sonhos ou flashbacks, e que Krusty teria um caráter mais generoso no conhecimento de que seu pai admirava o seu trabalho.
A Couch gag do episódio foi um trabalho de animação surrealista indicado ao Oscar feito por Don Hertzfeldt, que foi recomendado para o show por Mike B. Anderson. Ela retrata Homer usando um controle remoto que viaja no tempo para regredir a sua forma original em 1989, em seguida, indo acidentalmente em um futuro distante, com a exibição de um show chamado "The Sampsans", onde ele e sua família evoluíram para mutantes irracionais. Jean considerou o trabalho como sendo "mais louco do que pensávamos" e "o mais insano que já fizemos".

## Enredo
O palhaço Krusty é ofendido por um comediante da TV a cabo. Após essa ofensa, ele busca o conselho de seu pai, o rabino Krustofski, para saber se ele é engraçado ou não. O rabino não concorda com ele, e morre de repente. Acreditando que ninguém o acha engraçado mais, Krusty encerra seu show.
Bart tenta convencer Krusty a voltar a gravar, mostrando-lhe episódios antigos do seu show. Ele desmaia e tem uma visão de si mesmo no Céu judaico, onde conhece Rodney Dangerfield. Rabino Krustofski então aparece e diz a Siri que os judeus não acreditam no Céu, e, portanto, ele deve fazer mais para ajudar os outros. Um ato de bondade não parece torná-lo mais feliz, mas Bart leva Krusty à sinagoga, onde o rabino favorito de seu pai recita piadas de Krusty no templo. Assim, Krusty deduz que seu pai o fez engraçado, e vê-lo de novo no céu judaico, onde Jesus transforma água do Dangerfield em um Bloody Mary.
Provocada pela morte do pai de Krusty, Lisa torna-se obcecada com a proteção de seu próprio pai, Homer, e tenta impedí-lo de se machucar. Ela o envolve em uma bolha de plástico, que salva a vida dele quando o ônibus escolar de Otto cai no jardim.

## Recepção

### Crítica
O episódio foi alvo de desapontamento dos fãs. O produtor executivo Al Jean respondeu que declarou que um personagem "icônico" morreria, quando na realidade ele teria dito que um personagem "querido" morreria. Carey Bodenheimer, da CNN, escreveu que "Em vez de deixar cair o microfone e descansar, Os Simpsons chegam a essa temporada com um escalonamento: Don Hertzfeldt dirigindo sequência de abertura e, em seguida, passou a provar que, em um mundo onde uma simples mostra pode colocar a chama para fora após apenas alguns episódios, "Os Simpsons", que estreou em 1989, ainda tem muitas piadas deixadas em seu arsenal de comédia".
O The A.V. Club deu ao episódio de um C, comentando: "Graças à maratona do FXX que houve o sucesso fenomenal de todos os episódios, Os Simpsons retorna para sua 26ª temporada com um anódino, estreia anti-clímax cuja morte do personagem é mais do que uma confirmação de que seus melhores dias estão, de fato, há muito tempo da atualidade". O IGN avaliou o episódio com uma nota 5.8, concluindo: "Entre uma morte anticlímax e um conflito redundante, Os Simpsons não começam a temporada com o pé direito". O TV Fanatic deu o episódio 4 estrelas (de um máximo de 5), escrevendo: "A temporada começa com um estrondo, com muitas risadas e até mesmo alguns momentos sentimentais". O Den of Geek deu ao episódio 4 de 5 estrelas, comentando: "'Clown in the Dumps' não pode ser considerado um episódio clássico agora, mas depois de alguns anos, quando for visto em reprises, provavelmente no próximo ano no FXX, ela vai crescer em estatura. É um episódio de todo o coração que fala sobre os risos. A tristeza do episódio para mim foi a voz de Jackie Mason, que parece muito cansado".
O Paste Magazine deu ao episódio uma nota 7,1, concluindo que "Hoje em dia, a série pode ser imprevisível, e não havia nada para garantir o sucesso de Clown in the Dumps. No entanto, mesmo que a morte do personagem tenha sido superficial, e o rabino Krustofski fez apenas um punhado de apresentações em mais de 550 episódios, ele ainda era um sólido personagem para uma meia hora engraçada da televisão. Nada de especial, na verdade, era apenas mais um episódio de Krusty, e não o melhor episódio do Krusty. No entanto, a temporada de The Simpsons começou fora de uma nota alta. Os bons tempos continuam a rolar para a criação imortal de Matt Groening." A revista Time escreveu: "Clown in the Dumps" não é um clássico no nível da terceira temporada de "Like Father, Like Clown", ainda era uma montagem, uma conclusão doce para a história de Hyman e Herschel".

### Audiência e lançamento
Clown in the Dumps foi exibido originalmente em 28 de Setembro de 2014, pela Fox Broadcasting Company nos Estados Unidos. Uma hora mais tarde, foi exibido o episódio crossover entre a série e Family Guy, intitulado de The Simpsons Guy. De acordo com o sistema de mediação Nielsen, o episódio foi assistido por 8,53 milhões de telespectadores, e recebeu uma quota de 3.9/11 no perfil demográfico de telespectadores entre os 18 aos 49 anos de idade. Apresentou um aumento de 2,16 milhões em relação a estreia da temporada anterior, Homerland. Na ocasião, este episódio foi assistido por 6,37 milhões de telespectadores.
Foi o episódio de estreia mais assistido desde Sex, Pies and Idiot Scrapes, da vigésima temporada, exibido em Setembro de 2008, e o décimo segundo programa mais assistido da semana entre 21—29 de Setembro de 2014.